# Krideia
Krideia (in greco Κρίδεια?; in turco Kilitkaya) è un villaggio della penisola del Karpas nel nord dell'isola mediterranea di Cipro, situato de iure nel distretto di Famagosta di Cipro, e de facto nel distretto di İskele della Repubblica Turca di Cipro del Nord. Nel 2011 il villaggio aveva una popolazione di 172 abitanti.

## Geografia fisica
Kilitkaya si trova nella penisola del Karpas, cinque chilometri a sud-est del castello di Kantara.

## Origini del nome
Il significato del nome è oscuro. Goodwin suggerisce che Krideia sia forse una corruzione di "agrideia", che significa carrubo in greco cipriota. Nel 1959 turco-ciprioti hanno adottato il nome alternativo Kilitkaya, che significa "roccia principale o più importante".

## Società

### Evoluzione demografica
Durante il periodo del dominio ottomano (1570/71-1878), i censimenti furono condotti allo scopo di riscuotere le tasse, come nel 1831, quando furono contati 16 capi famiglia turchi. Nel 1891, le autorità coloniali britanniche contarono 136 abitanti, tutti considerati turchi. Nel 1901 si contarono 154 turchi. Nel 1931, si censirono 232 turchi, ma nel 1946, 327. Nel 1964, il villaggio accolse i turchi che erano fuggiti e fu amministrativamente parte dell'enclave di Mehmetçik. A Krideia, nel 1971 c'erano probabilmente 400 abitanti. Nel censimento del 1960, c'erano 353 turchi ciprioti, nel 1973 382, nel 1978 solo 267. Nei censimenti del 1996 e del 2006, c'erano 177 abitanti.
Oggi, nel villaggio vivono gli abitanti autoctoni.